# Аон-центр
Аон-центр (англ. Aon Center) — хмарочос у Чикаго, США. Висота будинку 346 метрів і він є третім за висотою будинком Чикаго, п'ятим в США та 21 у світі. Споруда має 88 поверхів, з них 5 знаходяться під землею і 83 над землею.
Будинок обладнаний спеціальними сталевими фермами з V-образними палями по периметру, щоб ефективніше протистояти землетрусам, поривам вітру й мінімізувати кривизну опор, а також надати більше простору всередині будинку. Такий вид конструкції був використаний у Всесвітньому торговому центрі в Нью-Йорку.

## Історія
Наприкінці 60-х років компанія Standard Oil Company of Indiana ухвалила рішення про будівництво нової штаб-квартири в Чикаго. Будівництво було розпочато в 1970 році й у 1972 було завершено. На момент завершення будівництва він став найвищим хмарочосом міста і його висота дорівнювала 346 метрам, проте цей статус він утримував не довго і вже через рік його відібрав Вілліс Тауер з висотою 527 метрів.
При облицюванні хмарочосу було використано 43,000 плит каррарського мармуру. Він став найвищим у світі будинком з мармуровим облицюванням. В 1974 році одна з мармурових плит відвалилася і пробила в прилеглому Prudential Center Annex дах. Після цього випадку була проведена інспекція, котра виявила велику кількість тріщин в облицюванні. Для вирішення проблеми були використанні металеві стрічки, котрі були розвішані по периметру будівлі для зупинки падіння мармуру. Проте це було тимчасове вирішення проблеми і в 1990 — 1992-х роках будинок було заново облицьовано білим гранітом, це обійшлося більше ніж у 80 млн. доларів. Знятий мармур був використаний для оздоблення нафтопереробного заводу у Вайтінгу.
У 1985 році компанія Standard Oil Company of Indiana змінила назву на Amoco, в той же час була змінена назва будинку з Standard Oil Building на Amoco Building. У 1988 році будинок було продано Blackstone Group, сума угоди не була оголошена, проте за оцінкою експертів вона склала приблизно 440 млн доларів. Пізніше будинок викупила корпорація Аон, котра 30 грудня 1999 року змінила назву хмарочосу на Аон-центр. В травні 2003 року Real Estate Investment Trust, Inc. викупила будинок за 475 млн доларів. 10 серпня 2007 року компанія Real Estate Investment Trust, Inc. змінила назву на Piedmont Office Realty Trust, Inc.